# Laya (miasto)
Laya – miasto w północno-zachodnim Bhutanie, w dystrykcie Gasa, w Laya Gewog. Zamieszkiwane jest przez plemię Layap. 
Laya jest częścią Narodowego Parku Jigme Dorji. Raz na trzy lata w mieście odbywa się starożytny festiwal Owlay festival, który jest świętem kultury i religii Laya. Zgodnie z tradycją można wejść do każdego domu w Laya bez zaproszenia.